# جاجامبا (رواية)
جاجامبا (التي تعني «العنكبوت»)، هي رواية حائزة على جوائز، وتُرجمت على نطاق واسع  للمؤلف الفلبيني إف. سيونيل خوسيه.

## الوصف
يبيع رجل فلبيني مشلول يسمي جاجامبا واسمه الحقيقي ترانكويلينو بينوي اليانصيب عند مدخل مطعم المسمى كامارين. أصبح مكان تناول الطعام مشهورًا لأنه كان يتردد عليه «الرجال الكبار» من السياسيين والصحفيين والجنرالات وملاك العقارات و «الفتيات الوسيمات» الذين يراهم جاجامبا يوميًا. خلال الزلزال الذي ضرب الفلبين في يوليو 1990، قُتل ودُفن جميع الذين يتناولون الطعام في كامارين. الناجون الوحيدون من كامارين هم جاجامبا وشخصان آخران.